# Шофери (сингл)
„Шофери“ је сингл са народним пјесмама Слободана Домаћиновића из 1975. године, у издању ПГП РТБ-а. На њему се налазе сљедеће пјесме:
1. Шофери (Şoferi)
2. Фрумос к’нта ћинкеза (Frumos Cîntă Cinceza – Лијепо пјева зеба)